# 蔚山駅
蔚山駅（ウルサンえき）は、大韓民国蔚山広域市蔚州郡三南邑新華里にある韓国鉄道公社（KORAIL）京釜高速線の駅である。副駅名は通度寺。
南区三山洞にある既存の旧蔚山駅（現太和江駅）とは別の場所であり、同駅から西へ20kmの位置にある。

## 駅構造
地下1階-地上3階建ての高架駅。地下1階は機械室で、1階はコンコースと駅務室、2階は会議室や信号・電気関連の部屋があり、3階にプラットホームがある。
ホームは島式1面2線（ソウル方面ホーム）、単式1面1線（釜山方面ホーム）、通過線2線の合計2面5線を有する。ソウル方面のホーム外側の線路はガラスの壁で覆われているため使用されておらず、のりばの番号も付与されていない。

### のりば
| 1 | 京釜高速線 | KTX | 釜山行き                       |
| 2 | 京釜高速線 | KTX | 東大邱・大田・ソウル・幸信方面 |

## 利用状況
蔚山広域市の郊外である蔚州郡に位置しているのにもかかわらず利用客が多い。その理由は蔚山市内の公共交通機関や道路交通の連携が良く、また蔚州郡内でも三南面と彦陽邑からの利用客も少なくないからである。営業開始以来、蔚山広域市はKTX蔚山駅が国の交通拠点までに成長したという評価を下した。京釜高速線の駅の中で、ソウル駅、釜山駅、東大邱駅、大田駅、光明駅に次いで6番目に利用客が多い。
| 年度   | 年度 | 年度 | 利用人員  | 利用人員 |
| 年度   | 年度 | 年度 | KTX       |          |
| ------ | ---- | ---- | --------- | -------- |
| 2010年 | 下り | 乗車 | 17,368    |          |
| 2010年 | 下り | 降車 | 269,821   |          |
| 2010年 | 上り | 乗車 | 260,332   |          |
| 2010年 | 上り | 降車 | 17,757    |          |
| 2011年 | 下り | 乗車 | 137,386   |          |
| 2011年 | 下り | 降車 | 1,861,239 |          |
| 2011年 | 上り | 乗車 | 1,825,190 |          |
| 2011年 | 上り | 降車 | 141,784   |          |
| 2012年 | 下り | 乗車 | 163,548   |          |
| 2012年 | 下り | 降車 | 2,098,221 |          |
| 2012年 | 上り | 乗車 | 2,062,896 |          |
| 2012年 | 上り | 降車 | 171,559   |          |

## 駅周辺
- 太和江
- 彦陽自動車学校
- クムガン高麗化学

## バス路線
蔚山広域市は、列車利用客の便宜のために蔚山中心部から蔚山駅を結ぶリムジンバスを運営している。リムジンバスは全部で4つのルートがある。この路線の番号は5001番〜5004番であり、料金は現金3,200ウォン・交通カード利用で3,000ウォンである。この他にも一般バスが蔚山市街地や副駅名ともなっている通度寺、梁山市街地などへ運行している。

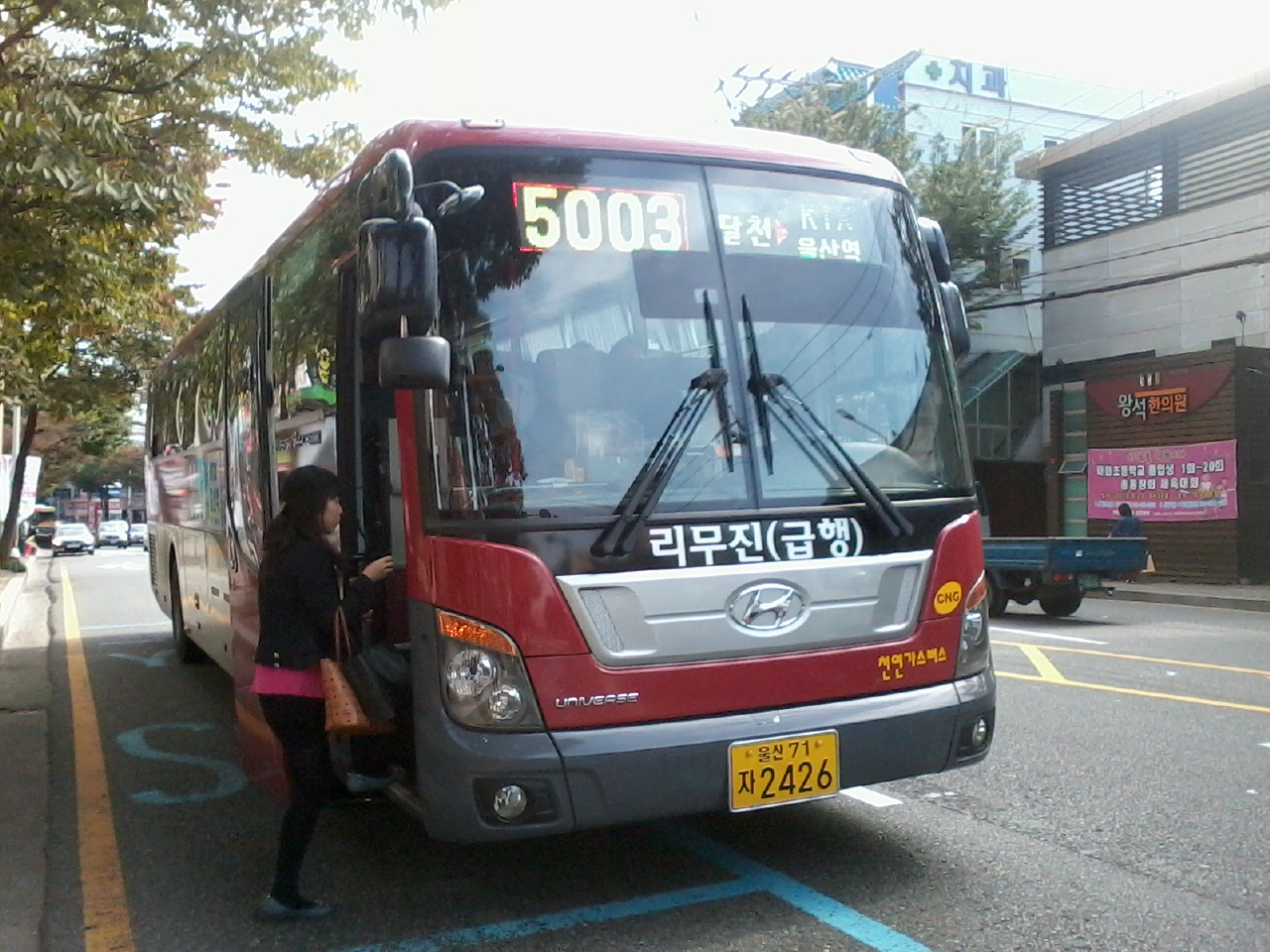
リムジンバス（5003番系統）
リムジンバス（5005番系統）

## 歴史
- 2004年 - 京釜高速鉄道2段階計画の中に中間駅を追加（五松駅、金泉亀尾駅、新蔚山駅）。
- 2008年9月8日 - 蔚山駅着工。
- 2010年11月1日 - 高速鉄道の2段階区間開通とともに営業開始。
- 2012年12月 - 配置簡易駅に降格する。

### 副駅名について
蔚山駅の副駅名が隣接する梁山市の寺刹「通度寺」に指定され、蔚山地域のキリスト教系団体が反発したが、韓国鉄道公社の駅名審議委員会は、審議委員9人のうち7人の賛成を得て、蔚山駅の副駅名を通度寺に決定した。

## 隣の駅
韓国鉄道公社
京釜高速線
KTX
慶州駅 - 蔚山駅 - 釜山駅